# Хварбети
Хварбети (груз. ხვარბეთი, устар. Хварбеты) — село в Озургетском муниципалитете края Гурия Грузии. Расположено на правом берегу реки Натанеби, на высоте 80 метров над уровня моря, в 9 километрах от города Озургети.
Стоит на так называемых Чаудинских слоях (черноморские залежи известняков, песков и суглинков). Рядом с селом находится Хварбетский ископаемый хвойный лес. В 1939 году у Хварбети располагались обширные цитрусовые сады.

## Население
Согласно переписи населения 2014 года в селе проживало 673 человек. 99,85 % населения села — грузины. Бедность населения села составляет 2 процента. Работу имеют 5 % трудоспособного населения.

## Известные уроженцы
Константин Николаевич Леселидзе — советский военачальник, генерал-полковник, Герой Советского Союза.